# Liste der Naturschutzgebiete im Vogelsbergkreis
Im hessischen Vogelsbergkreis gibt es 45 Naturschutzgebiete, die zusammen 1.822 Hektar oder 1,25 % der Landkreisfläche einnehmen. Ausgewiesen und verwaltet werden die Naturschutzgebiete durch die Obere Naturschutzbehörde beim Regierungspräsidium Gießen. Naturschutzgebiete mit einer Größe von weniger als 5 Hektar könnten von der Unteren Naturschutzbehörde ausgewiesen werden, was aber im Vogelsbergkreis noch nicht vorgekommen ist.
| Name                                                        | Bild | Kennung              | Einzelheiten | Position | Fläche Hektar | Datum |
| ----------------------------------------------------------- | ---- | -------------------- | --- | -------- | ------------- | ----- |
| Blockfelder am Taufstein                                    |      | 1535001 WDPA: 81424  | OSM-Link zur Kartendarstellung: „Blockfelder am Taufstein“                                                                                                 | ⊙        | 7,31          | 1973  |
| Breitecke                                                   |      | 1535002 WDPA: 81455  | Schlitz Abschnitt der Fulda mit umgebendem Auenbereich. OSM-Link zur Kartendarstellung: „Breitecke“                                                        | ⊙        | 8,19          | 1958  |
| In der Breungeshainer Heide                                 |      | 1535004 WDPA: 81991  | OSM-Link zur Kartendarstellung: „In der Breungeshainer Heide“                                                                                              | ⊙        | 64,37         | 1974  |
| Ober-Mooser-Teich                                           |      | 1535005 WDPA: 82264  | Freiensteinau OSM-Link zur Kartendarstellung: „Ober-Mooser-Teich“                                                                                          | ⊙        | 56,56         | 1975  |
| Reichloser Teich                                            |      | 1535006 WDPA: 82381  | Freiensteinau OSM-Link zur Kartendarstellung: „Reichloser Teich“                                                                                           | ⊙        | 32,31         | 1976  |
| Rothenbachteich                                             |      | 1535007 WDPA: 82450  | Freiensteinau, Grebenhain OSM-Link zur Kartendarstellung: „Rothenbachteich“                                                                                | ⊙        | 24,83         | 1974  |
| Ernstberg bei Sichenhausen                                  |      | 1535010 WDPA: 81624  | OSM-Link zur Kartendarstellung: „Ernstberg bei Sichenhausen“                                                                                               | ⊙        | 17,09         | 1982  |
| Eisenkaute bei Bernsfeld                                    | BW   | 1535011 WDPA: 81595  | OSM-Link zur Kartendarstellung: „Eisenkaute bei Bernsfeld“                                                                                                 | ⊙        | 9,38          | 1983  |
| Antrifttal bei Ober-Breidenbach                             | BW   | 1535013 WDPA: 162226 | OSM-Link zur Kartendarstellung: „Antrifttal bei Ober-Breidenbach“                                                                                          | ⊙        | 29,72         | 1984  |
| Auerberg bei Schwarz                                        |      | 1535014 WDPA: 162265 | OSM-Link zur Kartendarstellung: „Auerberg bei Schwarz“ | ⊙        | 6,12          | 1984  |
| Antrifttalsperre bei Angenrod                               |      | 1535016 WDPA: 162227 | Alsfeld Südteil des Stausees und Vorsperre der Antrifttalsperre mit umliegenden Bereichen. OSM-Link zur Kartendarstellung: „Antrifttalsperre bei Angenrod“ | ⊙        | 13,46         | 1984  |
| Bernshäuser Sumpf                                           |      | 1535017 WDPA: 162395 | OSM-Link zur Kartendarstellung: „Bernshäuser Sumpf“ | ⊙        | 3,91          | 1985  |
| Duttelswiese bei Bermuthshain                               |      | 1535019 WDPA: 162827 | OSM-Link zur Kartendarstellung: „Duttelswiese bei Bermuthshain“                                                                                            | ⊙        | 18,48         | 1986  |
| Rohrwiesenbachtal und Eisenberg bei Schlitz                 |      | 1535020 WDPA: 165214 | OSM-Link zur Kartendarstellung: „Rohrwiesenbachtal und Eisenberg bei Schlitz“                                                                              | ⊙        | 29,31         | 1990  |
| Weidengalle und Hasenbach bei Merlau                        | BW   | 1535021 WDPA: 344840 | OSM-Link zur Kartendarstellung: „Weidengalle und Hasenbach bei Merlau“                                                                                     | ⊙        | 15,21         | 1990  |
| Ransberg bei Ober-Gleen                                     | BW   | 1535023 WDPA: 165098 | OSM-Link zur Kartendarstellung: „Ransberg bei Ober-Gleen“                                                                                                  | ⊙        | 17,42         | 1991  |
| Mühlwiesen bei Nieder-Moos                                  |      | 1535024 WDPA: 164727 | OSM-Link zur Kartendarstellung: „Mühlwiesen bei Nieder-Moos“                                                                                               | ⊙        | 4,02          | 1992  |
| Bruchwiesen bei Salz                                        |      | 1535025 WDPA: 162590 | OSM-Link zur Kartendarstellung: „Bruchwiesen bei Salz“ | ⊙        | 21,23         | 1992  |
| Schwarzenbachsgrund bei Grebenau                            |      | 1535026 WDPA: 165502 | OSM-Link zur Kartendarstellung: „Schwarzenbachsgrund bei Grebenau“                                                                                         | ⊙        | 8,37          | 1993  |
| Talaue von Sausel und Rauchel                               |      | 1535027 WDPA: 165814 | OSM-Link zur Kartendarstellung: „Talaue von Sausel und Rauchel“                                                                                            | ⊙        | 40,89         | 1993  |
| Am Dörnberg bei Homberg/Ohm                                 | BW   | 1535028 WDPA: 162145 | OSM-Link zur Kartendarstellung: „Am Dörnberg bei Homberg/Ohm“                                                                                              | ⊙        | 14,54         | 1993  |
| Ohmaue/Igelsrain                                            | BW   | 1535029 WDPA: 164934 | OSM-Link zur Kartendarstellung: „Ohmaue/Igelsrain“ | ⊙        | 144,84        | 1993  |
| Am kalten Born bei Wallenrod                                |      | 1535030 WDPA: 162165 | OSM-Link zur Kartendarstellung: „Am kalten Born bei Wallenrod“                                                                                             | ⊙        | 26,8          | 1993  |
| Feldatal                                                    |      | 1535031 WDPA: 163037 | OSM-Link zur Kartendarstellung: „Feldatal“ | ⊙        | 406,35        | 1993  |
| Göringer Grund                                              | BW   | 1535032 WDPA: 163286 | OSM-Link zur Kartendarstellung: „Göringer Grund“ | ⊙        | 41,62         | 1994  |
| Weinberg bei Stockhausen                                    |      | 1535033 WDPA: 166226 | OSM-Link zur Kartendarstellung: „Weinberg bei Stockhausen“                                                                                                 | ⊙        | 6,18          | 1994  |
| Buchhölzer Teich                                            |      | 1535034 WDPA: 162619 | OSM-Link zur Kartendarstellung: „Buchhölzer Teich“ | ⊙        | 33,12         | 1994  |
| Höllerskopf                                                 |      | 1535035 WDPA: 163771 | OSM-Link zur Kartendarstellung: „Höllerskopf“ | ⊙        | 25,13         | 1994  |
| Oberes Niddatal/Forellenteiche                              |      | 1535036 WDPA: 164885 | OSM-Link zur Kartendarstellung: „Oberes Niddatal / Forellenteiche“                                                                                         | ⊙        | 130,79        | 1973  |
| Schalksbachteiche                                           |      | 1535037 WDPA: 165358 | OSM-Link zur Kartendarstellung: „Schalksbachteiche“ | ⊙        | 30,75         | 1994  |
| Wingershäuser Schweiz                                       |      | 1535038 WDPA: 166327 | OSM-Link zur Kartendarstellung: „Wingershäuser Schweiz“ | ⊙        | 37,82         | 1995  |
| Eichköppel bei Eichelsdorf                                  |      | 1535039 WDPA: 162891 | Liegt teilweise im Wetteraukreis OSM-Link zur Kartendarstellung: „Eichköppel bei Eichelsdorf“                                                              | ⊙        | 42            | 1995  |
| Auf der langen Galle bei Rudingshain                        |      | 1535040 WDPA: 162284 | OSM-Link zur Kartendarstellung: „Auf der langen Galle bei Rudingshain“                                                                                     | ⊙        | 6,01          | 1995  |
| Die Oberweide bei Breungeshain                              |      | 1535041 WDPA: 344580 | OSM-Link zur Kartendarstellung: „Die Oberweide bei Breungeshain“                                                                                           | ⊙        | 10,7          | 1995  |
| Am Melgershain bei Feldkrücken                              |      | 1535042 WDPA: 162171 | OSM-Link zur Kartendarstellung: „Am Melgershain bei Feldkrücken“                                                                                           | ⊙        | 28,47         | 1996  |
| Münchswiesen bei Frischborn                                 |      | 1535043 WDPA: 164735 | OSM-Link zur Kartendarstellung: „Münchswiesen bei Frischborn“                                                                                              | ⊙        | 42,87         | 1996  |
| Heidberg bei Sickendorf                                     |      | 1535044 WDPA: 318515 | OSM-Link zur Kartendarstellung: „Heidberg bei Sickendorf“                                                                                                  | ⊙        | 24,89         | 1996  |
| Bienwiesen bei Allmenrod                                    |      | 1535045 WDPA: 318195 | OSM-Link zur Kartendarstellung: „Bienwiesen bei Allmenrod“                                                                                                 | ⊙        | 55,11         | 1997  |
| Im Pfaffendriesch bei Freiensteinau                         |      | 1535046 WDPA: 318593 | OSM-Link zur Kartendarstellung: „Im Pfaffendriesch bei Freiensteinau“                                                                                      | ⊙        | 32,79         | 1997  |
| Im Lützelgrund bei Maulbach                                 | BW   | 1535047 WDPA: 318592 | OSM-Link zur Kartendarstellung: „Im Lützelgrund bei Maulbach“                                                                                              | ⊙        | 45,19         | 1998  |
| Wannersbruch                                                |      | 1535048 WDPA: 319289 | OSM-Link zur Kartendarstellung: „Wannersbruch“ | ⊙        | 43,44         | 1999  |
| Am Bilstein bei Breungeshain und Busenborn                  |      | 1535049 WDPA: 318100 | OSM-Link zur Kartendarstellung: „Am Bilstein bei Breungeshain und Busenborn“                                                                               | ⊙        | 26,12         | 1999  |
| Talauen von Nidder und Hillersbach bei Gedern und Burkhards |      | 1440013 WDPA: 82683  | Ist per Kennung 1440xxx dem Wetteraukreis zugeordnet, vgl. Liste der Naturschutzgebiete im Wetteraukreis                                                   | ⊙        | 252,89        | 1982  |
| Breitenbachtal bei Michelsrombach                           |      | 1631022 WDPA: 162549 | Ist per Kennung 1631xxx dem Landkreis Fulda zugeordnet, vgl. Liste der Naturschutzgebiete im Landkreis Fulda                                               | ⊙        | 593,49        | 1990  |
| Immichenhainer Teiche                                       | BW   | 1634013 WDPA: 163898 | Ist per Kennung 1634xxx dem Schwalm-Eder-Kreis zugeordnet, vgl. Liste der Naturschutzgebiete im Schwalm-Eder-Kreis                                         | ⊙        | 252,89        | 1985  |
| Legende für Naturschutzgebiet                               |      |                      | |          |               |       |